# 3081 Martinuboh
3081 Martinuboh је астероид главног астероидног појаса чија средња удаљеност од Сунца износи 2,410 астрономских јединица (АЈ).
Апсолутна магнитуда астероида је 13,8.